# Virgulibraconoides naumanni
Virgulibraconoides naumanni är en stekelart som beskrevs av Donald L.J. Quicke 1990. Virgulibraconoides naumanni ingår i släktet Virgulibraconoides och familjen bracksteklar. Inga underarter finns listade i Catalogue of Life.